# Wes Bentley
Wesley Cook Bentley (ur. 4 września 1978 w Jonesboro w stanie Arkansas) – amerykański aktor.

## Życiorys

### Wczesne lata
Przyszedł na świat jako trzeci z czterech synów pastora metodystów Cherie (z domu Baker) i Davida Bentleyów. Jego rodzina była pochodzenia angielskiego, niemieckiego i szkockiego. Dorastał w niewielkim miasteczku Mountain Home, w stanie Arkansas, z trzema braćmi – dwójką starszych Jameyem i Philipem oraz młodszym Patrickiem. Marzył, by w przyszłości być wykonawcą hip-hopu. W 1996 po ukończeniu szkoły średniej Sylvan Hills High School w Sherwood, w stanie Arkansas, gdzie należał do kółka teatralnego, kontynuował edukację w Drama Division przy Juilliard School w Nowym Jorku. Był związany z Drama Division w ramach Grupy 29 (1996-2000), ale opuścił szkołę po roku, by kontynuować karierę aktorską.

### Kariera
Został odkryty na otwartej wybiegu bydła do filmu Rent. Zauważył go kierownik castingu i poprosił o czytanie do swojego filmu; później dostał tę rolę, ale film nigdy nie powstał. W świecie kinematografii zadebiutował w 1995 epizodyczną rolą Lonniego w krótkometrażowym filmie Serendipity Lane.
Przełomem w jego karierze i pierwszą poważną rolą była postać Ricky’ego Fittsa w oscarowym dramacie Sama Mendesa American Beauty (1999). Za występ w tym filmie Wes zdobył między innymi nagrodę Young Hollywood Award oraz nagrodę dla najbardziej obiecującego aktora na Chicago Film Critics Association Awards. Był też nominowany do nagrody BAFTA dla najlepszego aktora drugoplanowego i MTV Movie Awards. 
Był brany pod uwagę do roli kapitana Danny’ego Walkera w melodramacie wojennym Michaela Baya Pearl Harbor (2001), którą ostatecznie dostał Josh Hartnett. Był przesłuchiwany do roli Sonny’ego w dramacie Czekając na wyrok (Monster’s Ball, 2001), ale zastąpił go Heath Ledger. Miał być obsadzony jako Lestat de Lioncourt w Królowie potępionych (Queen of the Damned, 2002), zanim odpadł i został zastąpiony przez Stuarta Townsenda. Występował w Ghost Rider (2007).

## Życie prywatne
25 września 2001 zawarł związek małżeński z Jennifer Quanz. W 2009 z powodu jego uzależnienia od narkotyków, w tym heroiny, i alkoholu doszło do separacji, a w marcu 2010 do rozwodu. 5 kwietnia 2010 ożenił się z producentką Jacqui Swedberg, z którą ma syna Charlesa (ur. 2010) i córkę Brooklyn (ur. 2014).

## Filmografia

### Filmy fabularne
- 1998: Ukochany (Beloved) jako bratanek nauczycielki
- 1999: American Beauty jako Ricky Fitts
- 2000: Królowie życia (The Claim) jako Donald Dalglish
- 2001: Poza świadomością (Soul Survivors) jako Matt
- 2002: Cena honoru (Four Feathers) jako Porucznik Jack Durrance
- 2005: Gra ich życia (The Game of Their Lives) jako Walter Bahr
- 2007: Ghost Rider jako Blackheart
- 2007: Poziom - 2 (P2) jako Thomas
- 2007: Weirdsville jako Royce
- 2009: Cadillac Dolana (Dolan's Cadillac) jako Tom Robinson
- 2012: Igrzyska Śmierci (The Hunger Games) jako Seneca Crane
- 2012: Hirokin jako hirokin
- 2013: Królowa XXX jako fotograf Thomas
- 2013: Pod dnem (Pionér) jako Mike
- 2014: Interstellar jako Doyle
- 2015: We Are Your Friends jako James
- 2016: Broken Vows jako barman Patrick

### Seriale TV
- 2014–15: American Horror Story: Freak Show jako Edward Mordrake
- 2015–16: American Horror Story: Hotel jako detektyw John Lowe
- 2016: American Horror Story: Roanoke jako Ambrose White / Dylan
- 2018––2024: Yellowstone jako Jamie Dutton